# Щавель ложносолончаковый
Щавель ложносолончаковый (лат. Rumex pseudonatronatus) — вид травянистых растений рода Щавель (Rumex) семейства Гречишные (Polygonaceae).

## Ботаническое описание
Многолетние травянистые растения с прямостоячим, голым, неглубоко бороздчатым, простым, лишь в соцветии прижато-ветвистым, стеблем 50—120 см высотой. Листья ланцетовидные или широко-ланцетовидные, постепенно заострённые, к основанию клиновидно-суженные, по краям волнистые, прикорневые и нижние стеблевые 15—20 см длиной и 1,5—3 см шириной, на черешках, верхние стеблевые более короткие и узкие, сидячие.
Соцветие узкометельчатое густое, с косо вверх направленными и мало отклонёнными ветвями, 20—50 см длиной и 2—6 см шириной; мутовки многоцветковые, сближенные на ветвях соцветия довольно плотными кистями; цветоножки немного или вдвое длиннее околоцветника, сочлененные несколько ниже середины. Внутренние листочки околоцветника вдвое длиннее наружных, при плодах округло-яйцевидные с сердцевидным основанием, на верхушке тупые или закруглённые, цельнокрайные, до 4—5 мм в поперечнике, все три без желвачков.

## Распространение и экология
Евразия. Растет на поёмных и лесных лугах, лесных опушках, по берегам и окраинам болот, также около жилья и дорог — в лесной, реже в степной областях.

## Классификация

### Таксономия
- Rumex pseudonatronatus (Borbás) Murb., 1899, Bot. Not. 1899: 16

Вид Щавель ложносолончаковый включается в род Щавель (Rumex) семейства Гречишные (Polygonaceae) порядка Гвоздичноцветные (Caryophyllales), последовательно входящего в клады Суперастериды → Эвдикоты → Цветковые растения. Таксономическая схема в соответствии с Системой APG IV по состоянию на декабрь 2023 года:
|  |                          |  |                                   |                                   |                     |  | еще 40 семейств | еще 40 семейств |                              |  |  |  | еще 151 подтвержденныйх видов и 494 вида в статусе "неподтвержденных" |
|  |                          |  |                                   |                                   |                     |  | еще 40 семейств | еще 40 семейств |                              |  |  |  | еще 151 подтвержденныйх видов и 494 вида в статусе "неподтвержденных" |
|  |                          |  |                                   | порядок Гвоздичноцветные          |                     |  |                 |                 | род Щавель                   |  |  |  |                                                                       |
|  |                          |  |                                   | порядок Гвоздичноцветные          |                     |  |                 |                 | род Щавель                   |  |  |  |                                                                       |
|  | клада Цветковые растения |  |                                   |                                   | семейство Гречишные |  |                 |                 | вид Щавель ложносолончаковый |  |  |  |                                                                       |
|  | клада Цветковые растения |  |                                   |                                   | семейство Гречишные |  |                 |                 |                              |  |  |  |                                                                       |
|  |                          |  | ещё 63 порядка цветковых растений | ещё 63 порядка цветковых растений |                     |  |                 | еще 60 родов    | еще 60 родов                 |  |  |  |                                                                       |
|  |                          |  |                                   | ещё 63 порядка цветковых растений |                     |  |                 |                 | еще 60 родов                 |  |  |  |                                                                       |

### Синонимы
- Rumex domesticus var. pseudonatronatus Borbás (1881)basionym
- Rumex fennicus (Murb.) Murb. (1913) — Щавель финский
- Rumex pseudonatronatus subsp. fennicus Murb. (1899)